# Paraphytoseius hualienensis
Paraphytoseius hualienensis är en spindeldjursart som beskrevs av Ho och Lo 1989. Paraphytoseius hualienensis ingår i släktet Paraphytoseius och familjen Phytoseiidae. Inga underarter finns listade i Catalogue of Life.